# Янтарь-4К2М
Янтарь-4К2М (индекс ГУКОС — 11Ф695М, код проекта «Кобальт-М») — серия специализированных спутников видовой разведки, применяющихся для системы наблюдения и подробной фотосъёмки земной поверхности. Разработан в «ЦСКБ-Прогресс» (Самара) и выпускается ОАО «Арсенал» (Санкт-Петербург). Стоимость одного спутника (Космос-2480) — 1 млрд руб.

## Эксплуатация
Первый запуск спутника серии «Кобальт-М» — Космос-2410, состоялся 24 сентября 2004 года. Он проработал до 9.1.2005.
До настоящего времени запущено 9 аппаратов.

## Характеристики
- Масса аппарата — 6,6 т[3];
- Стандартный период обращения вокруг Земли — 89,69 мин[4];
- Высота орбиты — от 183 до 330 км[4];
- Срок активного существования — до 120 суток[3]; 130 суток (Космос-2480), на момент первого запуска говорилось до 6 месяцев[5].

Установленная на спутнике прецизионная оптика позволяет фиксировать на фотоплёнке детали земной поверхности размером до 30 см. Отснятые снимки доставляются на Землю в двух специальных капсулах, а также в третьей капсуле доставляемой на Землю при сходе КА с орбиты, которые после приземления доставляются для обработки в Центр космической разведки. Срок от начала фотосъёмки на фотоматериал спускаемой капсулы до спуска капсулы может доходить до нескольких месяцев, что существенно снижает ценность первоначальной серии снимков в отличие от КА «Персона», который передаёт информацию посредством радиоканала

## Список запусков аппаратов Кобальт-М
| Список запусков спутников «Кобальт-М» | Список запусков спутников «Кобальт-М» | Список запусков спутников «Кобальт-М» | Список запусков спутников «Кобальт-М» | Список запусков спутников «Кобальт-М» | Список запусков спутников «Кобальт-М» | Список запусков спутников «Кобальт-М» | Список запусков спутников «Кобальт-М» | Список запусков спутников «Кобальт-М» |
| №                                     | Обозначение                           | Тип                                   | Время запуска (GMT)                   | Ракета-носитель                       | Назначение                            | Сведён с орбиты/Разрушился            | Длительность полёта, дней             | Серийный номер, примечания |
| ------------------------------------- | ------------------------------------- | ------------------------------------- | ------------------------------------- | ------------------------------------- | ------------------------------------- | ------------------------------------- | ------------------------------------- | --- |
| 1                                     | Космос-2410                           | Янтарь-4К2М (Кобальт-М)               | 24.09.2004 16:50                      | Союз-У 11А511У                        | Оптическая разведка                   | 9.01.2005                             | 107                                   | Первый спутник серии Кобальт-М. Запущен с целью проведения летно-конструкторских испытаний. Сведён с орбиты раньше запланированного срока. Спускаемый аппарат не был найден. |
| 2                                     | Космос-2420                           | Янтарь-4К2М (Кобальт-М)               | 3.05.2006 17:38                       | Союз-У 11А511У                        | Разведка                              | 19.07.2006                            | 77                                    | |
| 3                                     | Космос-2427                           | Янтарь-4К2М (Кобальт-М)               | 07.06.2007                            | Союз-У                                | Разведка                              | 23.08.2007                            | 77                                    | |
| 4                                     | Космос-2445                           | Янтарь-4К2М (Кобальт-М)               | 14.11.2008 15:50                      | Союз-У 11А511У                        | Разведка                              | 23.02.2009                            | 101                                   | |
| 5                                     | Космос-2450                           | Янтарь-4К2М (Кобальт-М)               | 29.04.2009 16:58                      | Союз-У 11А511У                        | Оптическая разведка                   | 27.07.2009                            | 89                                    | |
| 6                                     | Космос-2462                           | Янтарь-4К2М (Кобальт-М)               | 16.04.2010 15:00                      | Союз-У 11А511У                        | Оптическая разведка                   | 21.07.2010                            | 96                                    | |
| 7                                     | Космос-2472                           | Янтарь-4К2М (Кобальт-М)               | 27.06.2011                            | Союз-У 11А511У                        | Оптическая разведка                   | 24.10.2011                            | 119                                   | |
| 8                                     | Космос-2480                           | Янтарь-4К2М (Кобальт-М)               | 17.05.2012                            | Союз-У                                | Оптическая разведка                   | 24.09.2012                            | 130                                   | |
| 9                                     | Космос-2495                           | Янтарь-4К2М (Кобальт-М)               | 06.05.2014                            | Союз-2.1а                             | Оптическая разведка                   | 03.09.2014                            | 119                                   | По некоторым источникам при сходе с орбиты спутника отделяющаяся перед сходом с орбиты двигательная установка разрушилась над территорией США.                               |
| 10                                    | Космос-2505                           | Янтарь-4К2М (Кобальт-М)               | 05.06.2015                            | Союз-2.1а                             | Оптическая разведка                   | 18.09.2015                            | 104                                   | |

## Космос-2410
Первый спутник серии Кобальт-М. Запущен с целью проведения летно-конструкторских испытаний. По оперативной необходимости в ночь на 10 января был проведён управляемый спуск указанного спутника. Такой причиной могла стать неисправность в системе управления космического аппарата, возникшая, когда спутник отлетал около половины срока. Неисправность была устранена, а при её повторном появлении, скорее всего, и было принято решение о досрочной посадке спускаемого аппарата спутника. Перед тем как аппарат сошёл с орбиты, чтобы приземлиться на полигоне посадки в оренбургской степи, от него отделились два крупных фрагмента, что также было зафиксировано американцами. Поисковикам не удалось обнаружить аппарат в районе приземления. Попасть на чужую территорию он не мог — в этом случае он был бы подорван по команде и ни о каком управляемом спуске не было бы речи. В спускаемом аппарате находилась отснятая на заключительном этапе полёта фотоплёнка (две другие плёнки были отправлены с орбиты на Землю раньше в спускаемых капсулах).. Многомесячные поиски результата не дали, и Минобороны посчитало, что спускаемый аппарат сгорел в атмосфере в результате нештатного возвращения с орбиты. В последующем говорилось что полёт был запланирован на 120 дней.

## Космос-2495
По некоторым источникам при сходе с орбиты КА отделяющаяся перед сходом с орбиты двигательная установка КА разрушилась над территорией США. За несколько часов до наблюдения объекта над территорией США, в небе Казахстана и Оренбургской области России наблюдалось вхождение в атмосферу объекта из космоса.
Министерство обороны Российской Федерации 9 сентября, через неделю после случившегося опровергло появившиеся сообщения о разрушении спутника в небе США, заявив:

Российская космическая группировка функционирует в штатном режиме и постоянно отслеживается средствами объективного контроля космического пространства войск ВКО.
Официальных сообщений Министерства Обороны РФ или Роскосмоса о приземлении КА, как и в случае других КА серии, не было.
12 сентября для РИА Новости представитель стратегического командования Вооружённых сил США заявил что оно:

оценивает с высокой долей уверенности, что «Космос-2495» вошёл в атмосферу и был исключен из спутникового каталога США 3 сентября 2014 года. И отказалось сообщить место предполагаемой аварии и версии американских военных относительно её причин.
В ответ Министерство обороны РФ сообщило:

Все космические аппараты (КА) российской орбитальной группировки функционируют на расчетных орбитах в установленных режимах и устойчиво контролируются наземными средствами системы контроля космического пространства Главного центра разведки космической обстановки (ГЦ РКО) Космического командования Войск воздушно-космической обороны (ВКО).
Никаких нарушений или отклонений в штатной работе российских космических аппаратов нет.

Заявления представителя Стратегического командования Вооружённых сил США о якобы имевшем место факте взрыва российского КА «Космос-2495» над территорией Америки являются очередной попыткой выяснить местонахождение потерянного ими нашего космического объекта
Так же 12 сентября появились сообщения о возможности входа части спутника в атмосферу над США:
Источник в ракетно-космической отрасли для Интерфакс-АВН :

Российский разведывательный спутник «Космос-2495» не взрывался над США, а … сгорел в атмосфере над этой страной, предварительно отделив спускаемый аппарат, который приземлился в России. «Необходимо разграничивать два события: приземление спускаемой капсулы спутника „Космос-2495“ в Оренбургской области, чему есть видео и фото свидетельства, а также вход в атмосферу над территорией США двигательной установки аппарата, чему также есть свидетельства, и о чём говорит Стратегическое командование США».

Академик Российской академии космонавтики имени Циолковского Александр Железняков для Национальной Службы Новостей:

Другой вариант, который сейчас экспертами рассматривается как более вероятный, что над Штатами сгорел не сам спускаемый аппарат, а его двигательная установка. При своде аппарата с орбиты происходит разделение отсеков и возможно, что именно двигательная установка сгорела над Штатами. Но это все произошло на этапе завершения полёта. Наш спутник должен был совершить посадку. Довольно легко перепутать сам аппарат с его двигательной установкой. При этом эксперт добавил, что этого спутника сейчас в составе нашей орбитальной группировки, действительно, нет, потому что спустили его планово.

Баллистический центр Центрального Научно-Исследовательского Института Машиностроения в бюллетене «События в околоземном космическом пространстве. Сентябрь 2014» привёл следующие данные: 

Российский спутник военного назначения «Космос-2495».
По данным USSTRATCOM данный космический объект разрушился в воздушном пространстве США 03.09.2014.

По данным ГИАЦ АСПОС ОКП (Главный информационно-аналитический центр автоматизированной системы предупреждения об опасных ситуациях в околоземном космическом пространстве) спускаемый аппарат космического аппарата «Космос-2495» 02.09.2014 в 22:28 по московскому времени (18:28 UTC) совершил посадку в Оренбургской области..